# 勒梅尼勒圣让
勒梅尼勒圣让（法語：Le Mesnil-Saint-Jean，法語發音：[lə menil sɛ̃ ʒɑ̃]）是法国厄尔省的一个市镇，属于贝尔奈区。该市镇于2019年由原市镇圣乔治迪梅尼勒和圣让德拉莱克赖合并而成，行政中心位于圣乔治迪梅尼勒。

## 地理
勒梅尼勒圣让（49°9'37"N, 0°33'27"E）面积7.85 平方千米，位于法国诺曼底大区厄尔省，该省份为法国北部内陆省份，北起滨海塞纳省，西接奧恩省和卡爾瓦多斯省，南至厄尔-卢瓦省，东临瓦兹省、瓦兹河谷省和伊夫林省。
与勒梅尼勒圣让接壤的市镇（或旧市镇、城区）包括：圣乔治迪维耶夫尔、略雷、略万地区埃普勒维尔、日韦维尔、圣维克托代皮讷。
勒梅尼勒圣让的时区为UTC+01:00、UTC+02:00（夏令时）。

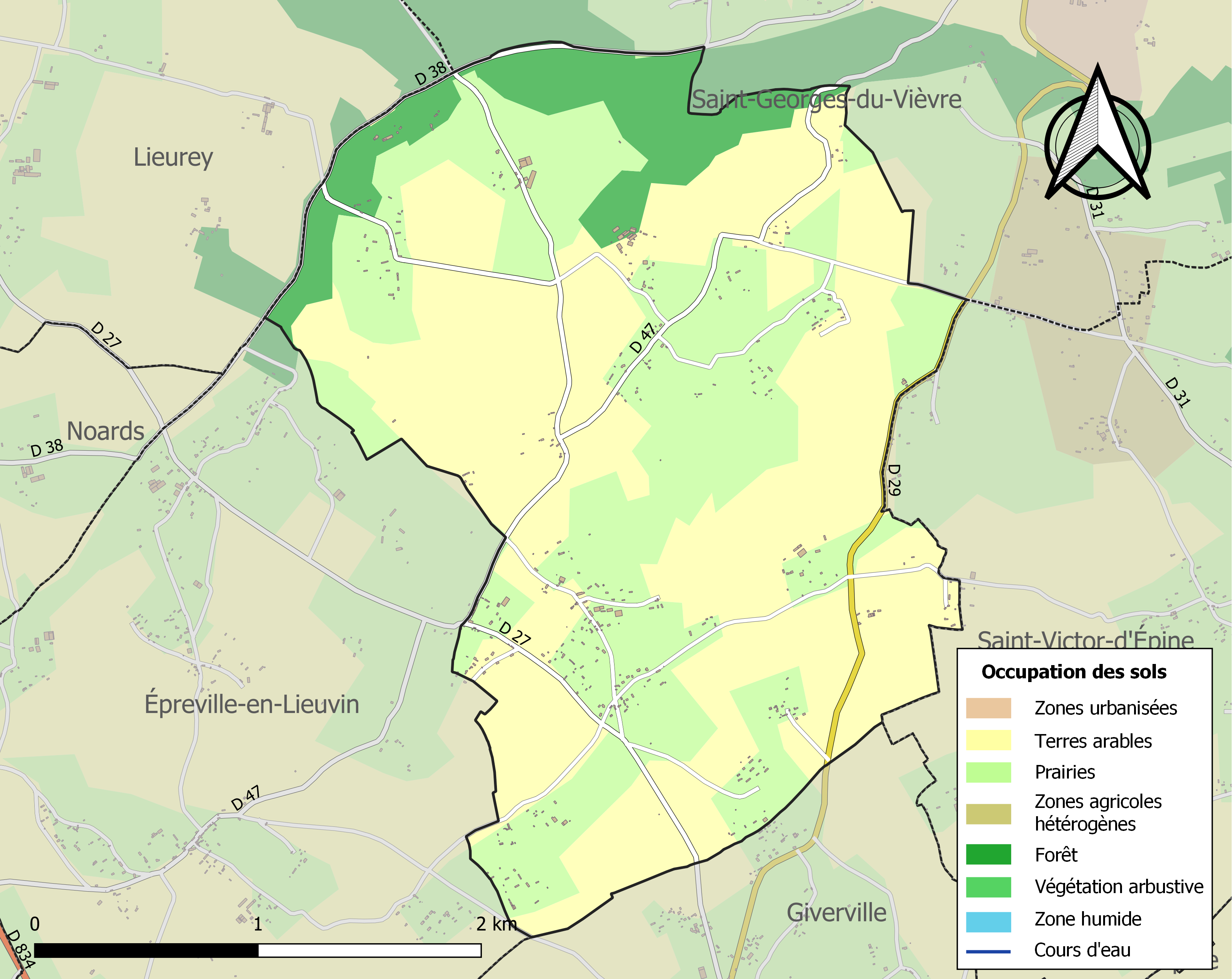
勒梅尼勒圣让的OSM定位图

## 行政
勒梅尼勒圣让的邮政编码为27560，INSEE市镇编码为27541。

## 政治
勒梅尼勒圣让所属的省级选区为伯兹维尔县。

## 人口
勒梅尼勒圣让于2022年1月1日时的人口数量为166人。